# Paul-Frédéric Levicomte
Paul-Frédéric Levicomte est architecte français né à Paris le 1er septembre 1806 et mort à Eu le 8 décembre 1881.

## Biographie

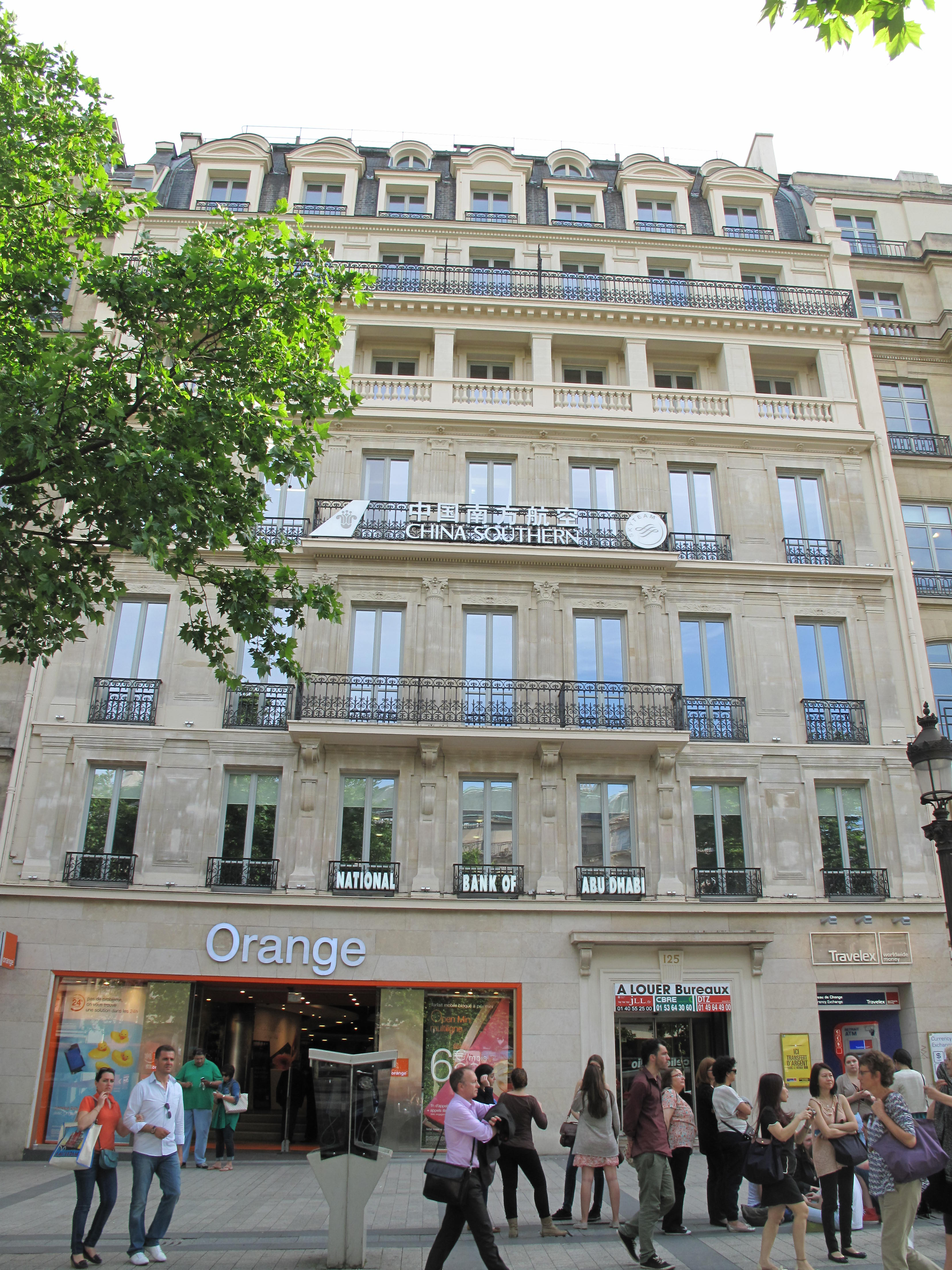
Maison à loyer de 1ère classe, 125 avenue des Champs-Élysées, paris.

Paul-Frédéric Levicomte a été élève de l'école royale des beaux-arts de Paris où il est admis le 25 juin 1823. Il y a été un condisciple et ami de Louis Catoire. Il a été élève d'Auguste Guénepin. Il est en 2e classe le 6 décembre 1824. Il obtient 12 mentions et une Médaille. Il est en 1re classe le 11 juin 1830 et obtient une Première et une Seconde Médailles en projets rendus. Admis en loge pour présenter le Concours de Rome. La dernière mention date du 7 mai 1831.
Il est architecte voyer de la Ville de Paris en 1843, inspecteur voyer divisionnaire en 1861, jusqu'en 1867. Il a pris part aux grands travaux de transformation de Paris et a réalisé de nombreuses constructions particulières et des maisons de rapport.
En 1846, il est chargé, avec François Rolland (1806-1888), de construire ma mairie de l'ancien XIe arrondissement de Paris, terminée en 1850. En 1876, il remporte le premier prix au concours pour le palais de justice de Provins. Il a réalisé le théâtre de Chalon-sur-Saône. Il expose au Salon des artistes français en 1833. Il obtient une deuxième médaille au Salon de 1880. 
Il a fait des relevés, des études et les restaurations d'édifices et de fragments d'époques différentes, dans Périgueux et sa banlieue, en collaboration avec Marcel Deslignières (1847-1914).
Il a été membre de la Société centrale des architectes en 1841-42, et de la Fondation Taylor en 1847.

## Publication
- François Rolland, Paul Levicomte, Mémoire sur un projet de construction de maisons communes ou nouvelles mairies dans la ville de Paris, Imprimerie d'Hippolyte Tilliard, Paris, 1833 (lire en ligne)
- Paul Levicomte, Marcel Deslignières, « La maison de la rue Éguillerie, dite Maison Franconi », dans Bulletin de la Société historique et archéologique du Périgord, 1876, tome 3, p. 21, 131-135 (lire en ligne)

## Distinction
- Chevalier de la Légion d'honneur, en août 1861[2].